# Josh Perkins
Joshua De Vante "Josh" Perkins (Denver, Colorado, 28 de agosto de 1995) es un baloncestista estadounidense que pertenece a la plantilla del Dorados de Chihuahua de la LNBP. Con 1,91 metros de estatura, juega en la posición de base.

## Trayectoria deportiva

### Universidad
Jugó cinco temporadas con los Bulldogs de la Universidad Gonzaga, en las que promedió 10,2 puntos, 4,7 asistencias, 2,8 rebotes y 1,2 robos de balón por partido, En su primera temporada, en el quinto partido de la misma, sufrió una fractura en la mandíbula. Perkins fintó mientras se dirigía hacia el aro con el balón, pero el jugador de Georgia Kenny Gaines saltó y pateó a Perkins en la cara. A consecuencia de ello, se perdió el resto de la temporada.
En 2016 fue incluido en el mejor quinteto de novatos de la West Coast Conference, mientras que en las dos últimas temporadas lo fue en el mejor quinteto absoluto de la conferencia.

#### Estadísticas
| Año     | Equipo  | PJ  | PT  | MPP  | %TC  | %3P  | %TL  | RPP | APP | ROB | TPP | PPP  |
| ------- | ------- | --- | --- | ---- | ---- | ---- | ---- | --- | --- | --- | --- | ---- |
| 2014–15 | Gonzaga | 5   | 0   | 20.2 | .500 | .400 | .750 | 1.0 | 3.4 | .8  | .2  | 5.0  |
| 2015–16 | Gonzaga | 36  | 36  | 30.8 | .433 | .378 | .700 | 3.3 | 4.1 | 1.2 | .3  | 10.1 |
| 2016–17 | Gonzaga | 38  | 35  | 29.1 | .418 | .399 | .729 | 2.3 | 3.1 | .9  | .2  | 8.1  |
| 2017–18 | Gonzaga | 37  | 37  | 32.9 | .439 | .393 | .753 | 3.1 | 5.3 | 1.2 | .1  | 12.3 |
| 2018–19 | Gonzaga | 37  | 37  | 31.3 | .454 | .366 | .816 | 2.7 | 6.2 | 1.5 | .1  | 11.0 |
| Total   | Total   | 153 | 145 | 30.6 | .438 | .386 | .750 | 2.8 | 4.6 | 1.2 | .2  | 10.2 |

### Profesional
Tras no ser elegido en el draft de la NBA de 2019, jugó las Ligas de Verano de la NBA con los Charlotte Hornets, promediando 7,0 puntos y 3,0 asstencias en los cuatro partidos que disputó. Tras la disputa de la pretemporada fue descartado, y asignado a su filial en la G League, los Greensboro Swarm, donde jugó 28 partidos en los que promedió 4,0 puntos y 2,8 asistencias.
El 28 de febrero de 2020, Perkins fue traspasado a los Texas Legends junto a Tyler Nelson a cambio de Quincy Acy y una selección de segunda ronda en el draft de la G League de 2020.
El 4 de enero de 2021, firma por el KK Partizan de la Liga de Serbia.
El 17 de julio de 2021, firma por New Basket Brindisi de la Lega Basket Serie A.
El 7 de febrero de 2022 fichó por el Petkim Spor de la Basketbol Süper Ligi.
El 24 de julio de 2022, Patton firmó con el Hapoel Gilboa Galil de la Ligat ha'Al israelí.
El 12 de diciembre de 2022, firma por el Stal Ostrów Wielkopolski de la Polska Liga Koszykówki.
El 13 de marzo de 2023 fichó por el Petkim Spor de la Basketbol Süper Ligi (BSL). Comenzó la campaña 2023-2024 con el BC Uralmash Yekaterinburg ruso, antes de mudarse a Grecia para el Apollon Patras el 29 de diciembre de 2023.
El 2 de enero de 2025 firmó con el CS Maristes de la Liga Libanesa de Baloncesto. El 18 de marzo, tras dejar el equipo libanés, fichó por los Halcones de Ciudad Obregón del CIBACOPA mexicano.